# Monarda (Pflanzengattung)
Monarda ist eine Pflanzengattung in der Unterfamilie der Nepetoideae innerhalb der Familie der Lippenblütler (Lamiaceae). Die Heimat ist Nordamerika.
Der spanische Arzt Nicolas Monardes (1493–1578) hat im Jahr 1569 die heilende Wirkung einiger „Neuer-Welt-Pflanzen“ beschrieben, darunter auch diese Gattung.

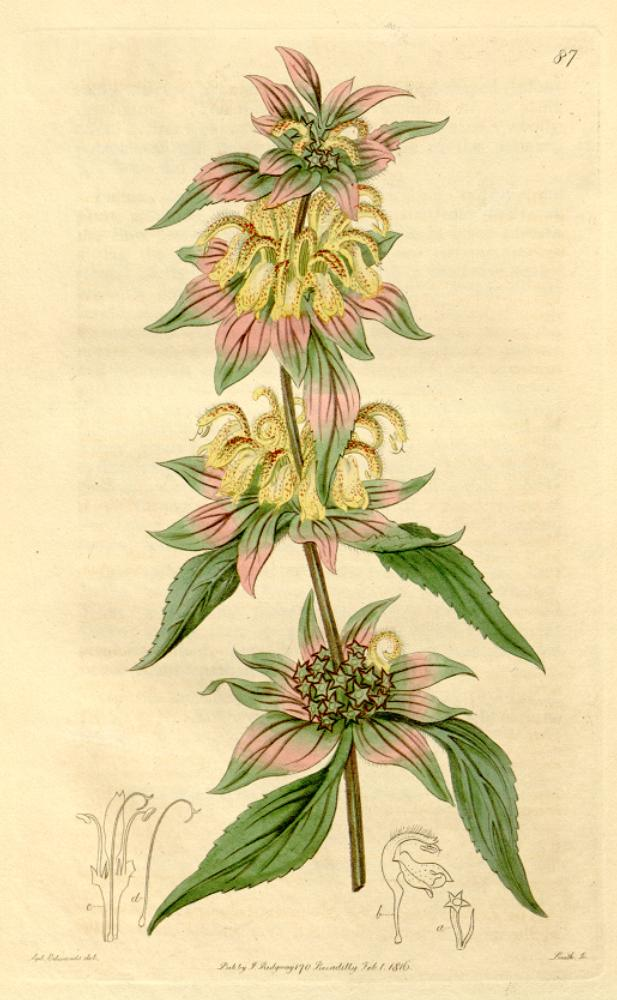
Illustration der Pferdeminze (Monarda punctata)

## Beschreibung
Monarda-Arten wachsen als einjährige bis ausdauernde krautige Pflanzen. Oft enthalten sie ätherische Öle und duften aromatisch. Die meist gegenständigen Laubblätter sind gestielt. Die einfache Blattspreite ist gezähnt. Nebenblätter fehlen.
Die Blüten stehen in Scheinquirlen zusammen. Im Bereich der Blüten sind die Blätter kleiner, aber auffällig gefärbt. Die Tragblätter sind klein.
Die zwittrigen Blüten sind zygomorph und meist fünfzählig. Die fünf Kelchblätter sind röhrig verwachsen, mit fünf ungleichen Kelchzähnen. Die fünf roten, purpurfarbenen, weißen, grauen oder gelben, gepunkteten Kronblätter sind verwachsen. Diese „Lippenblüte“ besteht aus einer „Oberlippe“ und einer „Unterlippe“. Die schmale Oberlippe besteht aus zwei und die Unterlippe aus drei Kronblättern, die als Kronlappen erkennbar sind.
Es sind nur zwei fertile Staubblätter vorhanden, die mit dem Grund der Kronröhre verwachsen sind; die anderen sind reduziert oder zwei sind noch rudimentär vorhanden. Zwei Fruchtblätter sind zu einem oberständigen Fruchtknoten verwachsen; er ist durch falsche Scheidewände in vier Kammern gegliedert. Der Griffel endet in zwei Narben.
Es werden glatte Klausenfrüchte gebildet.

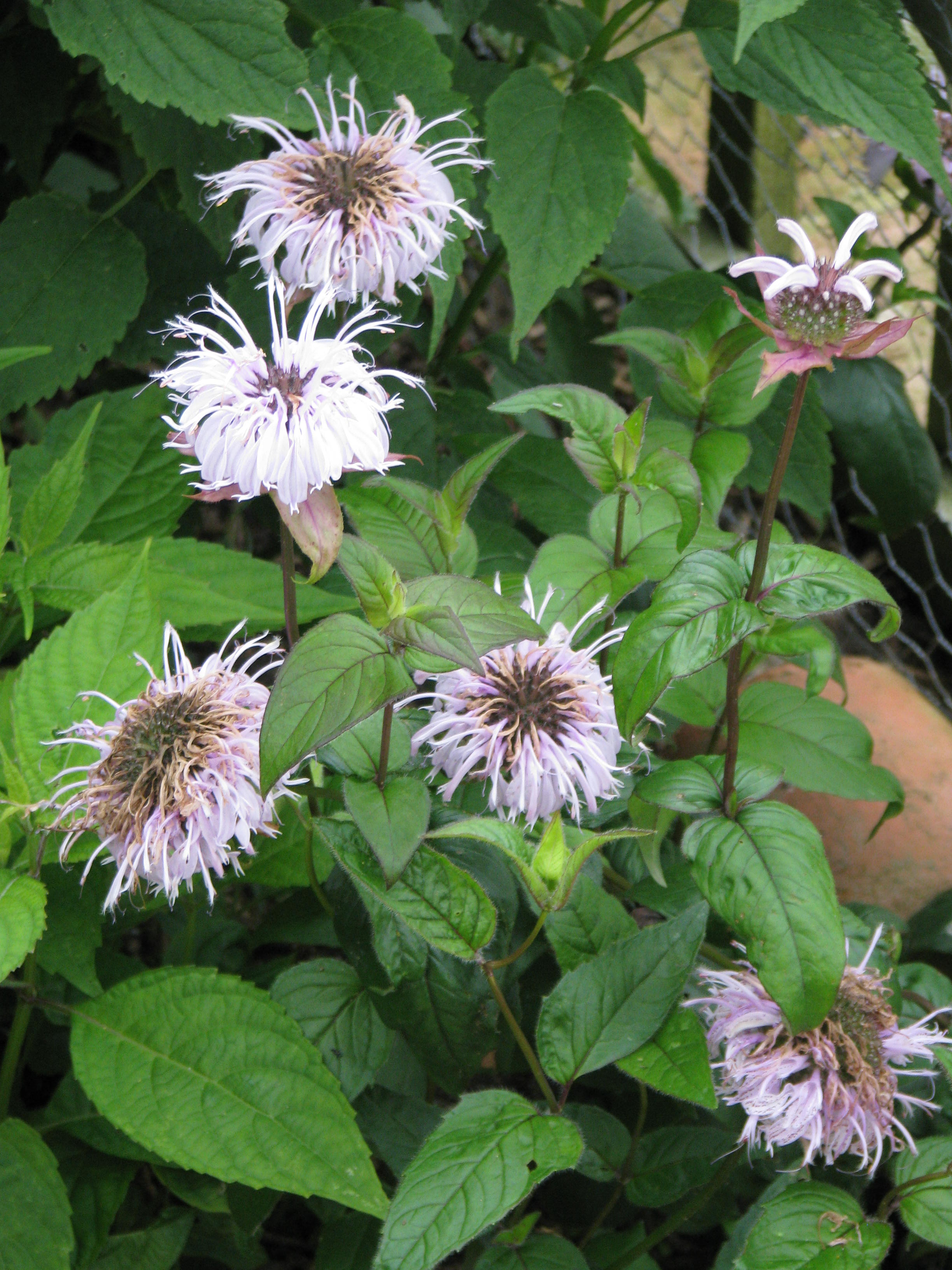
Monarda bradburiana

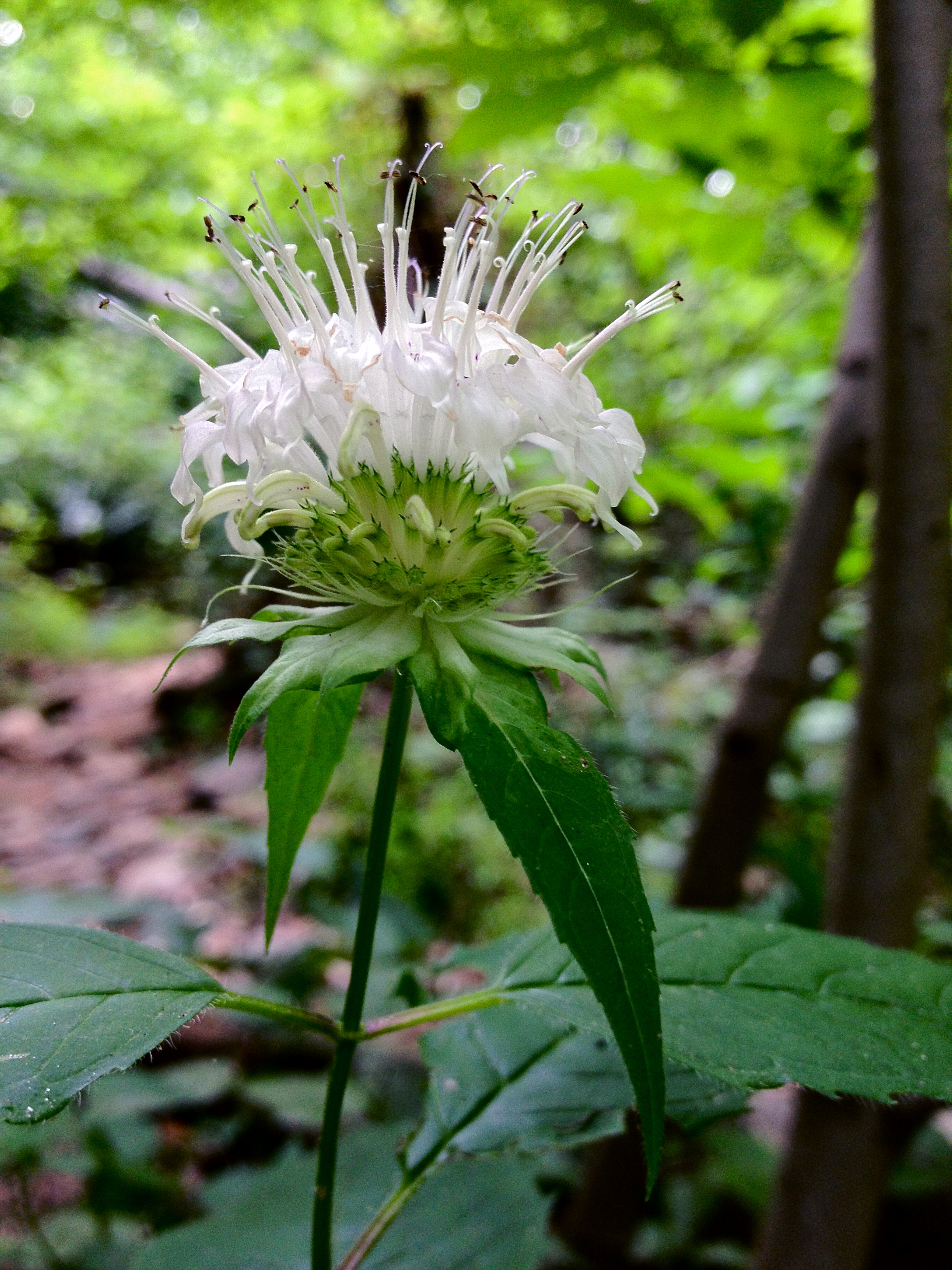
Monarda clinopodia

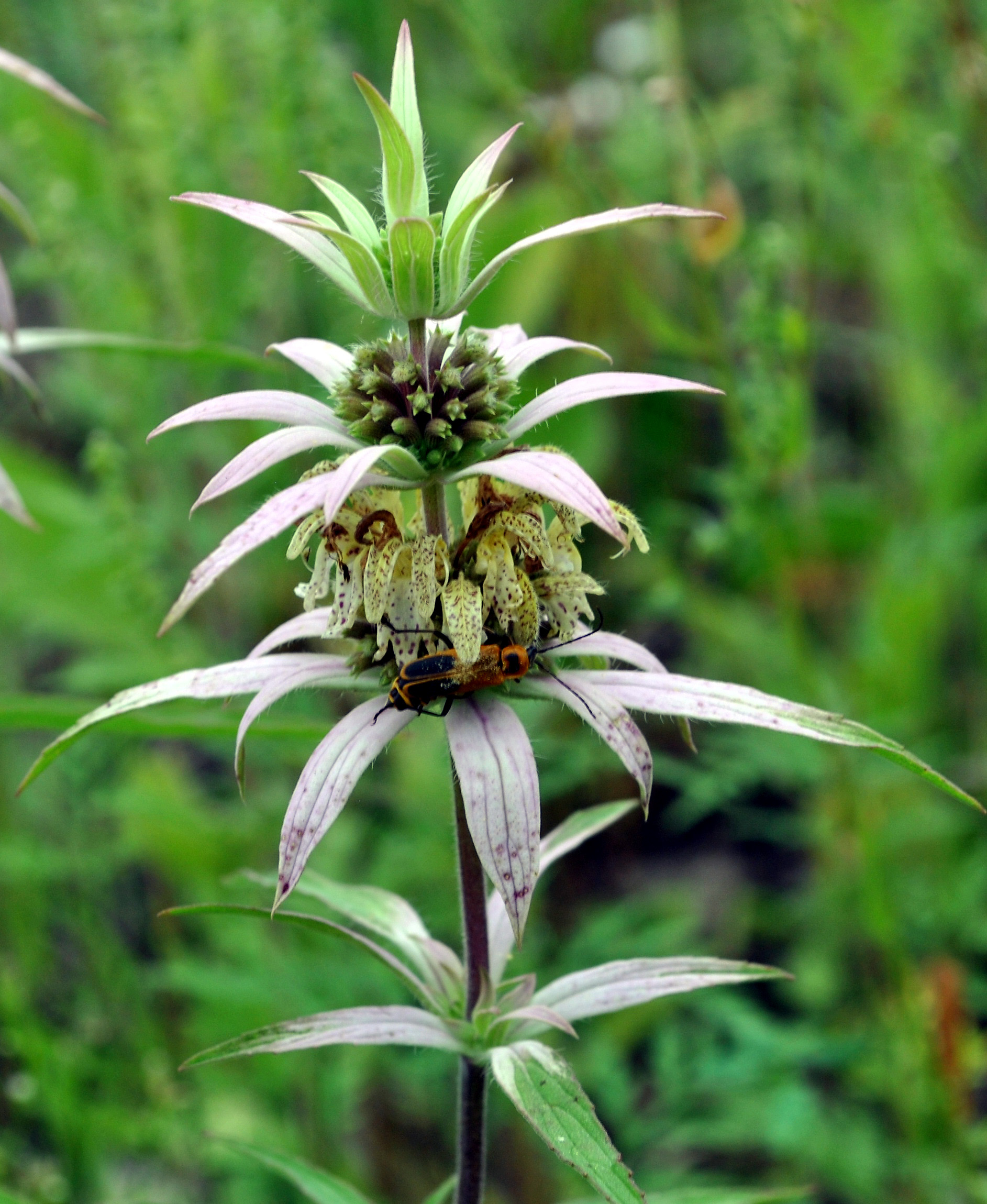
Pferdeminze (Monarda punctata)

## Arten
Die Gattung Monarda beinhaltet etwa 19 Arten:
- Monarda bartlettii Standl.: Sie kommt im nordöstlichen Mexiko vor.[2]
- Monarda bradburiana L.C.Beck: Sie kommt in der zentralen und östlichen USA vor.[2]
- Zitronen-Monarde, Präriebergamotte oder Indianerminze (Monarda citriodora Cerv. ex Lag.; inkl. Monarda citriodora var. austromontana (Epling) B.L.Turner; Syn.: Monarda austromontana Epling): Sie kommt in drei Varietäten in den zentralen und südlichen USA und in Mexiko vor.[2]
- Monarda clinopodia L.: Sie kommt in der zentralen und östlichen USA vor.[2]
- Monarda clinopodioides A.Gray: Sie kommt in Kansas, Oklahoma und Texas vor.[2]
- Goldmelisse oder Indianernessel, Scharlach-Monarde (Monarda didyma L.): Sie kommt im östlichen Kanada und in den östlichen USA vor.[2]
- Monarda eplingiana Standl.: Sie kommt im mexikanischen Bundesstaat Coahuila vor.[2]
- Wilde Bergamotte (Monarda fistulosa L.): Sie kommt in sieben Varietäten von Kanada bis ins nordöstliche Mexiko vor.[2]
- Monarda fruticulosa Epling: Sie kommt im südlichen Texas vor.[2]
- Monarda humilis (Torr.) Prather & J.A.Keith: Sie kommt in New Mexico vor.[2]
- Monarda lindheimeri Engelm. & A.Gray: Sie kommt im östlichen Texas und in Louisiana vor.[2]
- Monarda luteola Singhurst & W.C.Holmes: Die im Jahr 2011 erstbeschriebene Art kommt in Texas vor.[2]
- Monarda maritima (Cory) Correll: Sie kommt im südlichen Texas vor.[2]
- Monarda media Willd.: Sie kommt im östlichen Kanada und in den östlichen USA vor.[2]
- Monarda × medioides W.H.Duncan: Ist die Hybride zwischen Monarda fistulosa und Monarda media.[2]
- Monarda pectinata Nutt.: Sie kommt in den zentralen und südwestlichen USA vor.[2]
- Monarda pringlei Fernald: Sie kommt im mexikanischen Bundesstaat Nuevo León vor.[2]
- Pferdeminze (Monarda punctata L.): Sie kommt in acht Varietäten in den USA und im nordöstlichen Mexiko vor.[2]
- Monarda russeliana Nutt.: Sie kommt in den zentralen und östlichen USA vor.[2]
- Monarda stanfieldii Small: Sie kommt im östlichen und zentralen Texas vor.[2]
- Monarda viridissima Correll: Sie kommt im südöstlichen und zentralen Texas vor.[2]

## Nutzung
Als Zierpflanzen für Parks und Gärten werden die Sorten aus der Kreuzung von Monarda didyma und Monarda fistulosa verwendet.
Pflanzenteile einiger Arten werden als Heilpflanzen und zum Aufgießen von Tee genutzt.